# Kaure
Le kaure est une langue papoue parlée en Indonésie dans la province de Papouasie.

## Classification
Le kaure constitue avec le narau la famille des langues kaure-narau, une des familles de langues papoues.

## Sources
- (en) Harald Hammarström, Robert Forkel, Martin Haspelmath, Sebastian Bank, Glottolog, Kaure.